# Ушачка пећина
Ушачка пећина је пећина која се налази у југозападној Србији, у засеоку Ушак, делу долине Ушачког потока, леве притоке Увца.

## Положај пећине и околина
Она се јавља око 3 м низводно од ушћа реке Чајака, на левој страни кањона, односно у нижој површи Сјеничке котлине. Ушачки поток, под чијим је скаршћеним делом пећина, долази са запада и, пресецајући вододржљиве стене удара у кречњачки плато кањона Увца. Ту, у пределу контакта, на завршетку слепе долине, издубњен је понорски отвор пећине и изграђен одсек, висок преко 50 м. Масивни и банковити средње и горње тријаски кречњаци су јако чисти, поремећени и испресецани разноврсним пукотинама, које досежу од горње ивице до дна кањона. Ове пукотине, најчешће правца З-И, послужиле су као основна предиспозиција скарашћивања и стварања пећине. Понорски улаз у пећину лежи на висини од 1600 м , а изворски на 975 м. Укупна дужина испитаних канала пећине износи 2110 м.

## Изглед и особине пећине
На кречњачком одсеку који затвара слепу долину Ушачког потока налазе се два отвора. Нижи, активан, понорски улаз у пећину широк је и висок по 2,5 м; виши, фосилни, широк је 20 м и висок 15 м. Непосредно после отвора, улазни канали се спајају у јединствен пећински ходник. Првих 250 м главни ходник пећине има правац Ј-С, да би затим једним оштрим лактом, скренуо на запад. У лактастом меандру јављају се први већи бигрени саливи и једна ниска тераса. Меандрирајући са променом профила, пећински ходник се пружа у овом правцу око 500 м. Најзначајнија појава у овом делу пећине је велика дворана, чије дно покривају велики блокови. Пећински ходник, после другог оштрог лактастог меандра, скреће на С-И, задржавајући и даље меандарски карактер. Профил му у овом делу није уједначен, а на таваници се јавља и до 50 високих кубета. После мирније пластике и уједначенијег изгледа, ходник пећине прераста у највећу дворану. Неправилног је облика и издуженог у правцу пружања главног ходника. Од завршетка дворане ходник пећине скреће на Ј-И; на том делу јављају се још две мање, високе дворане, раздвојене краћим сужењем. На око 200 м од излазног, врелског отвора, пећински ходник поново скреће на исток и завршава се изнад корита реке Увца.

## Хидролошка активност
Хидролошка активност ове пећине одређена је стањем воде у кориту понорнице. У пролеће и јесен кроз пећину протиче подземни ток, који може носити и преко 1м3/сек. За време лета, када је протицај мањи, воде подземног тока, због појаве издуха, губе се у доњем делу пећине и протичу нижележећим, још неиспитаним каналима. Излазни отвор пећине има висећи положај у односу на корито Увца, чиме је омогућено премештање подземног тока у дубину.